# О Бан Сок
О Бан Сок (кор. 오반석, нар. 20 травня 1988, Квачхон) — південнокорейський футболіст, захисник клубу «Чеджу Юнайтед».

## Клубна кар'єра
Народився 20 травня 1988 року в місті Квачхон. Займався футболом у футбольній команді Університету Конкук, після чого 2011 року потрапив до клубу «Чеджу Юнайтед», кольори якого захищає й донині. Перед сезоном 2015 року він був обраний новим капітаном «Чеджу Юнайтед», а у 2017 році потрапив до символічної збірної сезону К-ліги.

## Виступи за збірну
28 травня 2018 року дебютував в офіційних матчах у складі національної збірної Південної Кореї в товариській грі проти збірної Гондурасу (2:0).
У складі збірної був учасником чемпіонату світу 2018 року у Росії..
| Дата       | Місто  | Господарі      | Результат | Гості                | Турнір           | Голи | Примітки |
| ---------- | ------ | -------------- | --------- | -------------------- | ---------------- | ---- | -------- |
| 28-05-2018 | Тегу   | Південна Корея | 2 – 0     | Гондурас             | товариський матч | -    | 71'      |
| 01-06-2018 | Чонджу | Південна Корея | 1 – 3     | Боснія і Герцеговина | товариський матч | -    | 46'      |
| Усього     |        | Матчів         | 2         |                      | Голів            | 0    |          |